# Ибн Сахл

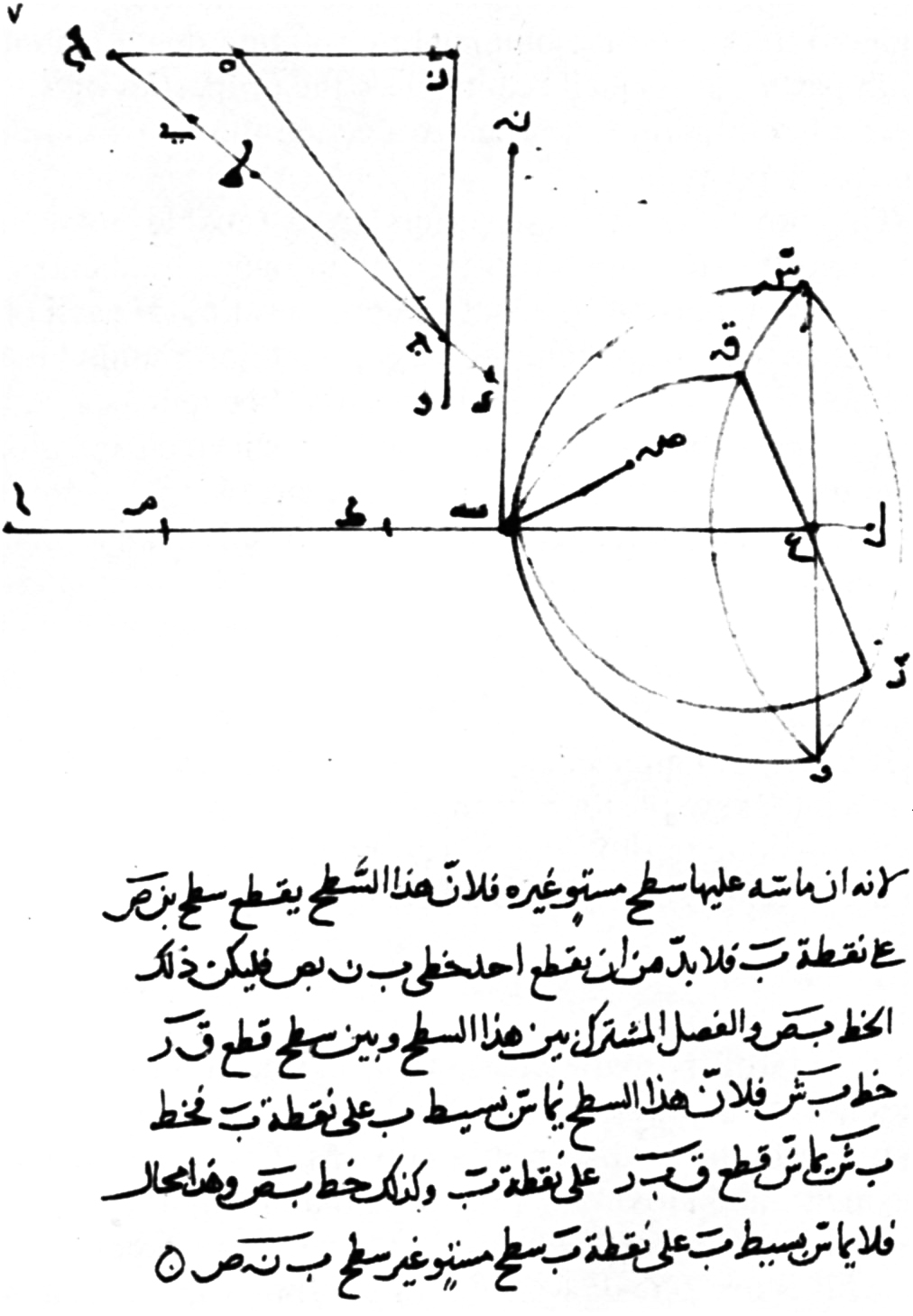
Репродукция Millī MS 867 fol. 7r, демонстрирующий его открытие закона преломления (из Rashed, 1990). В нижней части рисунка изображены плосковыпуклая линза (справа) и её главная ось (горизонтальная линия). Кривизна выпуклой части линзы собирает все лучи, параллельные горизонтальной оси (и приближающиеся к линзе справа), в точку фокуса на оси слева.

Интерпретация конструкции Ибн Сахла. Если соотношение длин остаётся равным тогда лучи удовлетворяют закону синусов или закону Снеллиуса. Внутренняя гипотенуза прямоугольного треугольника показывает путь падающего луча, а внешняя гипотенуза показывает продолжение пути преломлённого луча, если падающий луч встретил границу другой среды, грань которой вертикальна в точке, где две гипотенузы пересекаются. Отношение длины меньшей гипотенузы к большей является отношением показателей преломления сред.

Ибн Сахл (полное имя Абу Саад аль-Аглаи ибн Сахл أبو سعد العلاء ابن سهل ; c. 940—1000) — персидский математик и физик Золотого века ислама, связанным с судом Буидов в Багдаде. Ничто в его имени не позволяет определить страну его происхождения.
Известно, что он написал трактат по оптике около 984 года. Текст этого трактата был реконструирован Рошди Рашедом по двум рукописям (отредактированным в 1993 г.): Damascus, al-Ẓāhirīya MS 4871, 3 fols., и Tehran, Millī MS 867, 51 fols. Тегеранская рукопись намного длиннее, но она сильно повреждена, а рукопись Damascus имеет название Fī al-'āla al-muḥriqa «О зажигательных инструментах», Tehran имеет заголовок, добавленный в более позднем издании Kitāb al-harrāqāt «Книга зажигательных линз».
Ибн Сахл — первый известный мусульманский учёный, изучавший оптику Птолемея, и как важный предшественник Книги оптики Ибн аль-Хайсама (Альхазен), написанной тридцатью годами позже. Ибн Сахл исследовал оптические свойства изогнутых зеркал и линз и предполагается первооткрывателем закона преломления (закона Снеллиуса). Ибн Сахл использует этот закон для получения формы линз, которые фокусируют свет без геометрических аберраций, известных как анакластические линзы. В остальных частях трактата Ибн Сахл описал также параболические зеркала, эллипсоидальные зеркала, двояковыпуклые линзы и методы рисования гиперболических дуг.